# Дневникът на един маг
Дневникът на един маг (на португалски: O Diário de Um Mago), познат и под името Поклонничеството , е роман на бразилския писател Паулу Коелю, издаден през 1987 г. Иносказание, което изследва нуждата да намериш пътя си. Накрая читателят трябва да научи, че необикновеното винаги се открива в обичайните и прости действия на обикновените хора. Частично приключенски роман, частично ръководство за себе-откриване. Книгата предава спомените от случилото се с Паулу, докато пътувал из Северна Испания по поклоническия път (Ел) Камино де Сантяго де Компостела.

## Резюме на сюжета
Историята започва през 1986 г. когато Коелю започва инициацията си в ордена Regnus Agnus Mundi (RAM), на която той впоследствие се проваля, след което му казват, че трябва да поеме на поклонничество по Странния път на Сантяго, за да намери меча, който е символ на приемането му като член на RAM. Той трябва да направи това, за да прозре простотата на живота, и пътуването го променя, докато той се учи да разбира природата на истината чрез тази простота.
Той започва пътуването си с водач, също член на RAM, който е познат с прякора Петрус. По време на пътуването Петрус му показва упражнения по медитация и го запознава с някои от по-практичните елементи на западната мистична мисъл и философия, и го учи за любовта и нейните форми: агапе, филия и ерос.

## Издания
„Дневникът на един маг“ е издадена на 38 езика: албански, арабски, български, каталунски, китайски (традиционен), китайски (опростен), хърватски, чешки, датски, нидерландски, английски, естонски, финландски, френски, галицийски, немски, гръцки, иврит, унгарски, индонезийски, италиански, японски, корейски, латвийски, литовски, малаялам, норвежки, персийски, полски, португалски, румънски, руски, сръбски, словашки, словенски, испански, шведски и турски.

## Мистицизмът като тема
В книгата се описват единадесет RAM упражнения/ритуали, на които авторът на книгата се учи, за да му помогнат по неговия духовен път. Те се представени в следния ред:
- Упражнението на Семенцето
- Упражнението на Скоростта
- Упражнението на Жестокостта
- Ритуалът на Пратеника
- Издигане на Интуицията (Водното Упражнение)
- Упражнението със Синята Сфера
- Упражнението Погребан Жив
- RAM Упражнението за Дишане
- Упражнението на Сенките
- Упражнението по Слушане
- Упражнението на Танца

Паулу Коелю споменава, че всички тези упражнения могат да бъдат изпълнявани, без „Ритуала на Пратеника“, който в никакъв случай не бива да се изпълнява, тъй като описанието му е непълно и няма да доведе до положителни резултати.